# Косгеи, Даниэль
Даниэль Косгеи — кенийский марафонец.
Профессиональную карьеру начал в 2008 году, когда принял участие в Эйндховенском марафоне где занял 17-е место с результатом 2:16.22. В 2009 году занял 7-е место на Амстердамском марафоне — 2:08.58. В 2010 году новь занял 7-е место на Амстердамском марафоне с результатом 2:08.45. 17-е место на Парижском марафоне 2011 года — 2:14.59.
В мировом рейтинге марафонцев занимает 391 место.